# Rotring
Rotring (stilizzato rOtring) è un'azienda tedesca di strumenti per disegno tecnico.

## Storia

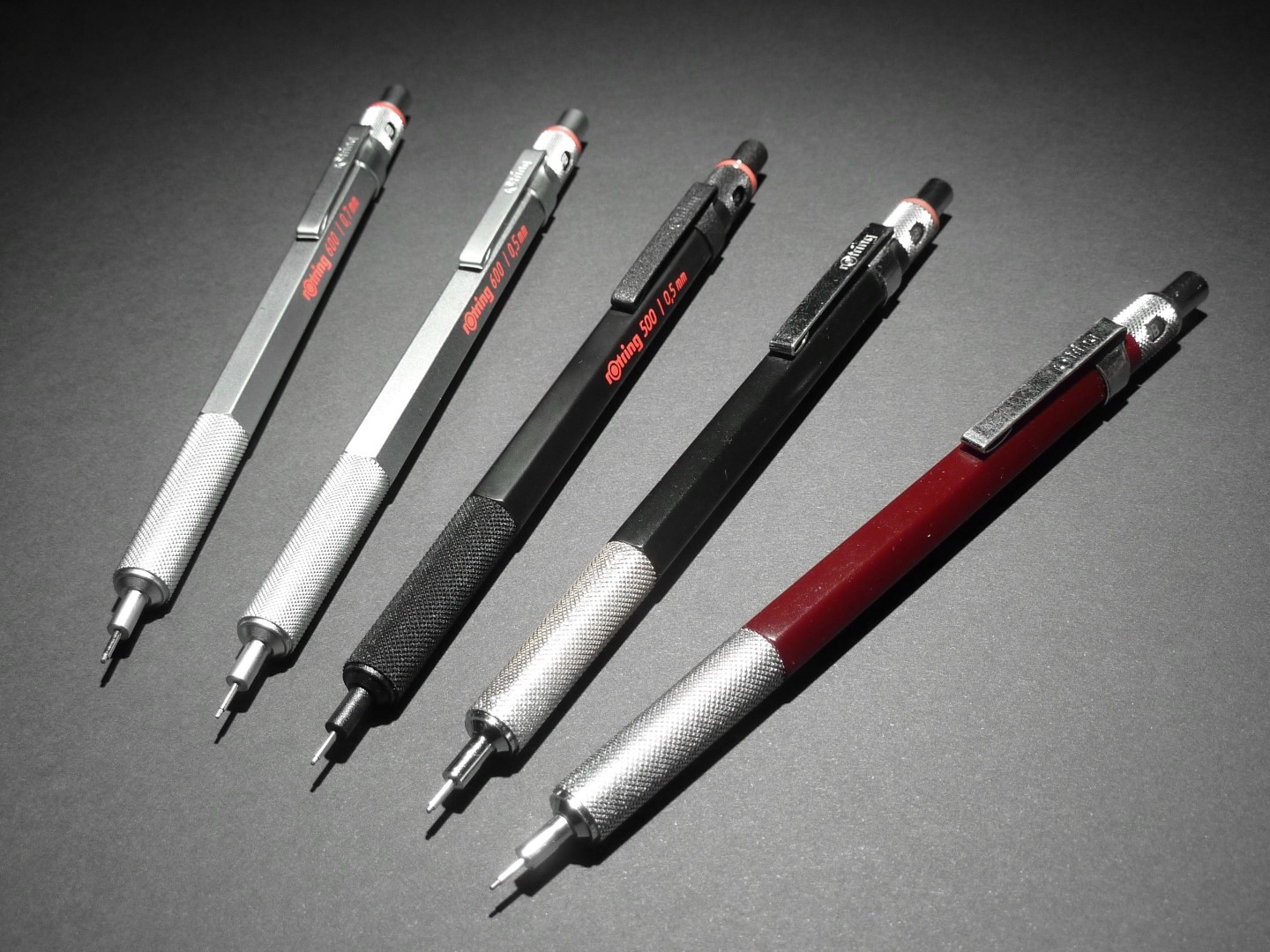
Penne Rotring

La società fu istituita nel 1928 come "Tintenkuli Handels GmbH". Il primo prodotto fu Tintenkuli, una penna stilografica con un piccolo tubo che erogava l'inchiostro al posto del classico pennino.
"Rot ring" in lingua tedesca significa "anello rosso" che contraddistingue ancora oggi le penne con un anello di tale colore sul corpo penna. La società cambiò nome in Rotring negli anni '70 per identificarsi con il marchio di fabbrica più noto.
Le stilografiche non vennero mai usate in prevalenza nel disegno tecnico, e dal 1953 la Rotring "Rapidograph" divenne la penna tecnica per antonomasia. La tecnologia permise di mettere da parte l'uso delle ruling pen e semplificò di molto la stesura dei disegni tecnici. Rapidograph è ancora oggi fabbricata da Rotring e da Koh-I-Noor Hardtmuth negli USA.
Con l'avvento negli anni '90 dei sistemi computer-aided design (CAD) la stesura manuale dei disegni tecnici subì una contrazione e conseguentemente la vendita delle penne dedicate. Rotring diversificò il portafoglio prodotti in matite, penne e evidenziatori.
Nel 1998 Rotring venne acquisita dalla statunitense Sanford, sotto il gruppo Newell Rubbermaid Inc.

## Prodotti
| Marchio                  | Utilizzo                                                               |
| ------------------------ | ---------------------------------------------------------------------- |
| Rapidograph, Isograph    | Penne tecniche, inchiostri                                             |
| Art Pen                  | Penne stilografiche, inchiostri                                        |
| Rapid Pro                | Portamine                                                              |
| 300, 500, 600, 800, 800+ | Matite per disegno meccanico                                           |
| Tikky                    | Penne a sfera, pennarelli, matite, mine, refills, gomme per cancellare |
| Precision                | Compassi, squadre, normografi, stencil, protrattori, righe             |